# 富士ハウス
富士ハウス株式会社（ふじハウス）は、かつて静岡県浜松市に本社を置く木造住宅の注文建築業者であった。

## 概説

### 創業から
1970年創業。独自の仕様の木造軸組み注文住宅を販売・設計・施工する事業を、静岡県を中心に関東、東海、近畿にて行っていた。支店は78支店、住宅展示場は144ヶ所。

### 倒産
同業他社との競争激化、建築基準法の改正の影響、平成19年に完成した「名古屋工場」の無計画な設備投資による資金繰りの悪化、さらに平成20年に入ってからは資材の高騰にも苦しめられ、世界同時不況の影響に端を発する景気低迷による受注伸び悩みが決定打となり経営を圧迫させ、2009年1月29日に、関連会社2社とともに、東京地方裁判所に自己破産を申請して、倒産した。申立て時の負債総額は、富士ハウス単独で約358億8500万円、3社の合計で約638億600万円である。
この倒産により、建築途中の住宅や未着工の物件について、引渡が不可能になった。富士ハウスは、通常よりもはるかに高い7割もの代金を着工前に注文者に支払わせていたこと、独自の工法で建築していたために他の業者では引き継ぐことが困難なことなどから、代金の大部分を払ったのに住宅の引渡しを受けられない注文主が多数存在する事態になった。2009年4月13日に、注文主らが集団で静岡地方裁判所に、元社長に対して総額で3億円の契約金返還請求訴訟を提起した。弁護団は、元社長に対して詐欺罪での刑事告訴を静岡地方検察庁浜松支部に行ったが、検察は破産手続きは債権者の混乱を避ける為、密行するのが通常であり、詐欺罪立証は困難であるとして不起訴にしている。この処分を不服として被害者弁護団は再度、検察審議会に不起訴不当の申し立てをしている。2011年9月13日破産手続廃止。
民事での賠償請求訴訟では2012年5月24日、第一審の静岡地裁で川尻増夫元社長に対して原告（建築主127人）の請求通り4億8169万円の支払いを命じる判決が下っている。同じく経営陣であった会社幹部2名に対しては経営に関与出来る立場に無かったとして請求を棄却している。その後、上訴審では元社長が倒産を予測できた時期を一審より遅くとらえ、賠償の対象を33人分約8900万円まで減額する判決を言い渡し、2015年1月20日に確定している。
なお、2009年2月24日に請負工事を引き継ぐ株式会社富士ハウス再建パートナーズ（後に、株式会社らいずほーむ）が設立されたが、業績不振から債務超過に陥り、工事取引業者との間で複数の代金不払いが発生、2014年5月13日、東京地裁から破産開始決定を受けた（破産当時の社名は「株式会社八丁堀住宅」）。株式会社八丁堀住宅は、2016年7月21日に法人格が消滅した。

## 関連会社
- 日京株式会社 - 建築資材の加工・供給事業（2011年9月12日破産手続廃止[8]）
- 株式会社サニー - 不動産分譲・仲介事業